# Amphiesma deschauenseei
Amphiesma deschauenseei este o specie de șerpi din genul Amphiesma, familia Colubridae, descrisă de Taylor 1934. A fost clasificată de IUCN ca specie cu risc scăzut.
Este endemică în Thailand. Conform Catalogue of Life specia Amphiesma deschauenseei nu are subspecii cunoscute.